# Фаер-шоу

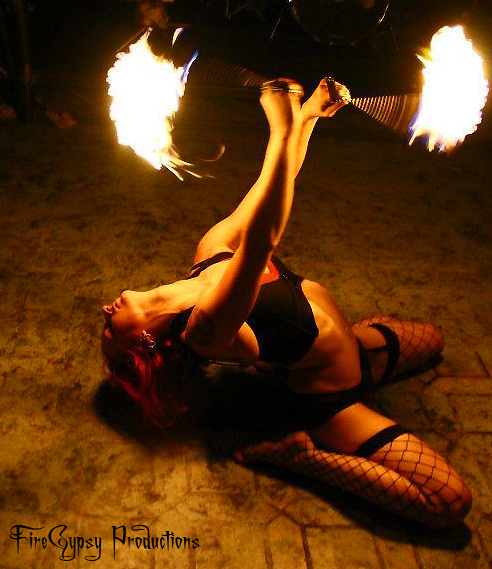

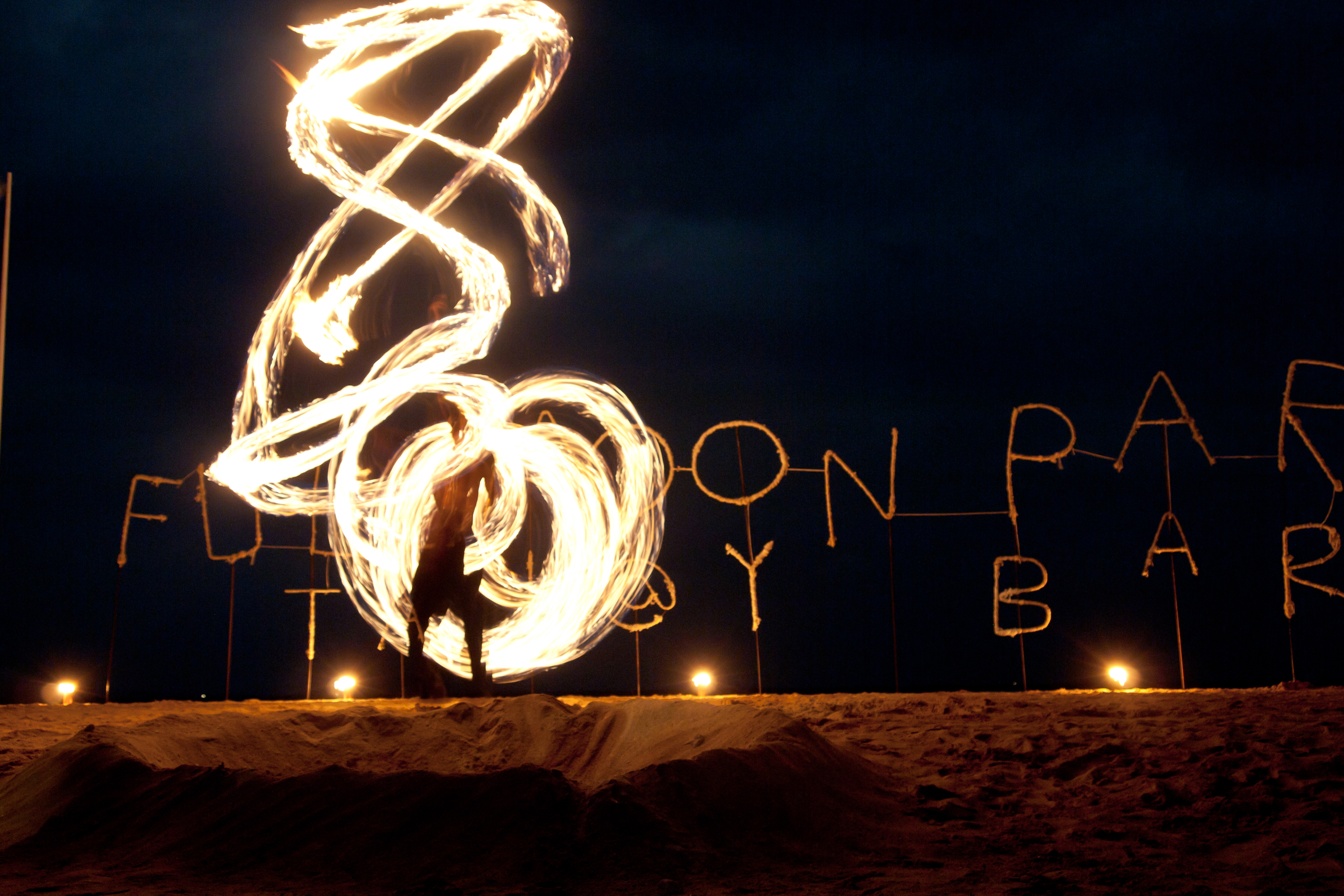
Рисование огнем

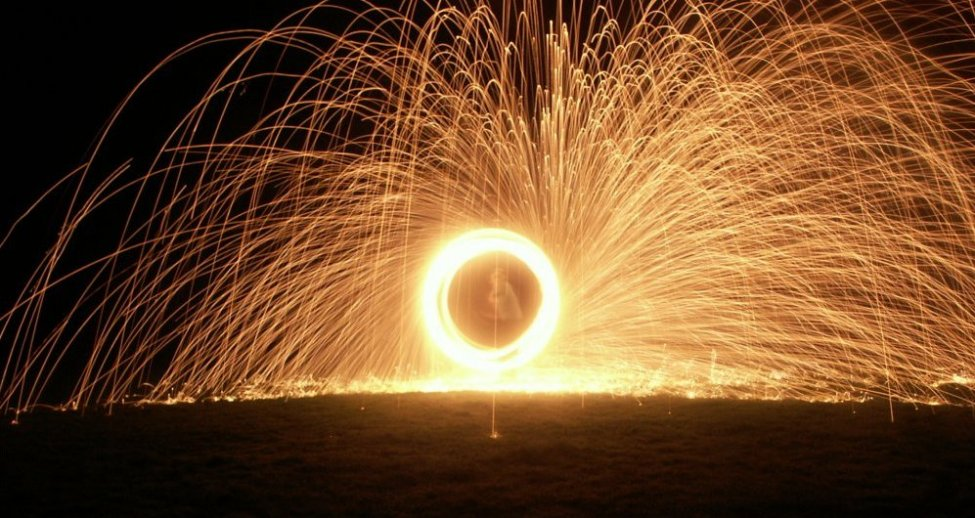

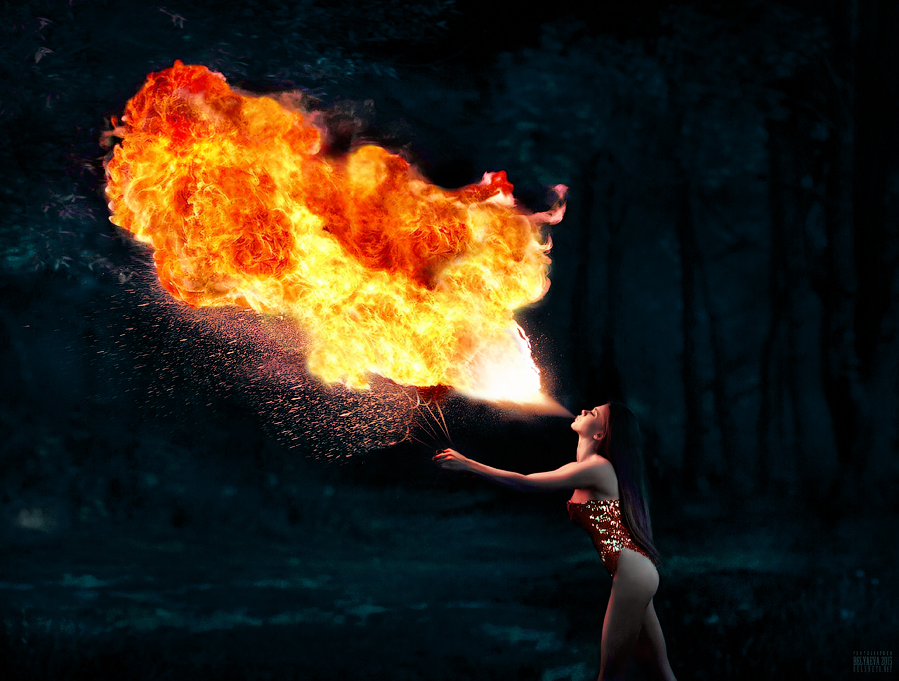
Ph: Belyaeva

Огненное шоу (англ. fire show), или фаер-шоу — разновидность уличного перформанса (выступления оригинального жанра), значительная часть которого заключается в исполнении трюков с огнём, а также использовании огня для реализации творческой идеи. Огненное шоу, как правило, исполняется группой из нескольких артистов, традиционно называемой театр огня. Артистов театра огня обычно называют факирами, спиннерами (от англ. spin - вертеть) или просто артистами оригинального жанра. В современном мире фаерщики представляют собой отдельную субкультуру со своими обычаями, традициями и языком (профессиональным жаргоном).

## История
Считается, что огненное шоу зародилось на побережье Тихого океана, предположительно в Новой Зеландии в племени Маори. Для аборигенов изящное вращение небольшого камешка, обёрнутого в ткань и привязанного на недлинную верёвку (снаряд назывался «пои» — «мяч на верёвке») служило как развлекательным, так и культовым целям.
Часто вместо камешка аборигены использовали более мягкий наполнитель, например, шерсть или корни растений. Мужчины-аборигены крутили пои для развития силы и ловкости, а женщины — для развлечения.
В XX веке пои были переняты у новозеландских аборигенов артистами бродячих австралийских цирков. Так в 1960—1970-х годах уже и в Западной Европе, и в Америке появились огненное шоу — танцы с огнём под бой барабанов и бубнов.
В середине XX века философия фаер-шоу была позитивно принята молодёжными субкультурами (хиппи). Фаер-шоу и хиппи стали неразрывно связанными.
В конце XX века этот вид искусства кроме физической направленности стал обретать философский смысл единения со стихией.
Сегодня, огненное шоу популярно в качестве развлечения гостей на праздниках и стало предметом индустрии развлечений. Несколько театров огня имеется практически в каждом городе России.

## Фаерщики
Фаерщик (от англ. fire — огонь) — артист, выступающий в жанре огненного шоу. Понятие фаерщик нельзя смешивать с понятием факир, ввиду того, что последние занимаются в основном глотанием и выдуванием огня, тогда как фаерщики занимаются в большей степени кручением различного реквизита (например пои, стаффы, веера и т.п) как с огнём, так и без него. В этой связи, фаерщики, занимающиеся непосредственно кручением огня, предпочитают называть себя «спиннерами» (от английского spin — крутить).

#### Фаерщики как субкультура
Популяризация огненных искусств привела к выделению в фаерщиков в новую молодёжную субкультуру, представители которой имеются практически в каждом крупном городе мира. Сегодня, сообщество фаерщиков имеет многочисленные веб-сайты, фестивали, соревнования (батлы) и даже выпускает журнал об огненном шоу. Крупнейшие фестивали, такие как Киевский фестиваль огня, Burning Man, Живые огни и др. собирают фаерщиков со всего мира и десятки тысяч зрителей. В этой связи фаерщики нередко появляются в телевизионных репортажах. Во многих крупных городах устраиваются тематические вечеринки для фаерщиков, т. н. spin-party. Существует множество магазинов и мастерских, предлагающих реквизит и одежду для огненного шоу. В этом контексте стоит отметить, что многие фаерщики имеют характерный стиль одежды, сочетающий в себе элементы стилей Burning Man, киберпанк и хиппи.

#### Фаерщики как артисты оригинального жанра
Профессиональные фаерщики, объединяются в коллективы, называемые театрами огня или шоу группами, ставшие сегодня неотъемлемой частью индустрии развлечений. Услуги фаерщиков сегодня предлагает практически каждое event-агентство, а огненные представления проходят каждые выходные практически во всех крупных городах. Помимо деятельности уличных театров, фаерщики также нередко участвуют в цирковых представлениях, в том числе в шоу таких ведущих цирков как Цирк Дю Солей. Кроме того, фаерщики принимают участие практически в каждом сезоне таких шоу как Минута славы, У Украины есть талант и их зарубежных аналогах.

## Реквизит
В огненном шоу, как правило, используется множество разнообразного реквизита. Реквизит представляет собой предметы снабжённые фитилями, которые могут быть промочены (замочены) в горючей жидкости и подожжены. Существует некоторый набор относительно стандартного реквизита, перечисленный ниже, хотя каждый театр огня может иметь в своём арсенале и множество уникального реквизита, в том числе огненные декорации и огненные костюмы и другие конструкции.
- Пои (poi сокр. от poitoa — на языке маори — «шарик в мешке на верёвочке») — пара фитилей или грузов, прикреплённых к шнуру или цепи. Пои бывают нескольких видов, различаются прежде всего по типу использования («тренировочные» — для отработки новых элементов и «боевые» — для выступлений), по виду («огненные» — пои пропитываются горючим составом и поджигаются и «световые» — пои светятся благодаря светодиодным элементам либо химическим источникам света). Пои состоят из фитиля (который пропитывается в горючем веществе), цепи (тонкой, прочной и гибкой цепочки), петель, надеваемых на пальцы и иногда вертлюгов. В некоторых случаях вместо петель используются специальные рукоятки. Существуют также разновидности пои, у которых на концах цепи прикреплён не один, а несколько фитилей (т. н. пои-шашлыки).
- Снейки (snakes, верёвки) — по сути это теже пои, но с короткой цепочкой от рукоятки и длинного фитиля. Фитиль это, либо шнур с диаметром 1см в сечении, либо стальной трос с насаженными на него кусочками шнура диаметром 2-3см в сечении. Таким образом фитиль длинный и гибкий. В работе напоминает горящую верёвку или змею, отсюда и название.
- Чаши — пара чаш, по одной в каждую руку. Реквизит состоит из фитиля, рукоятки и собственно чаши.
- Стафф (staff, шест) — как правило металлическая труба (изредка — деревянная палка, обмотанная термофольгой), к каждому концу которой прикреплён фитиль. Существует два типа стаффов: спиновые (кручение которых совершается посредством рук) и контактные (стафф катается по телу артиста)
- Веера (fans) — металлическая конструкция, внешне напоминающая веер, состоящий из круглой рукоятки и 3 — 7 спиц, увенчанных фитилями. Веера, как правило, используются парами, реже по три.
- Роуп-дарт  (ropedart) — пришёл нам из китайского ушу. Представляет собой один крупный фитиль на длинной верёвке и короткой цепи (цепь соединяет верёвку и фитиль). Часто для роуп-дарта используется фитиль «комета», представляющий собой 2-3 соединённых в форме сферы кольца. Такой фитиль даёт очень зрелищный огненный след, но большой вес и размер не позволяют проводить многие элементы.
- Метеор (meteor) — цепь, с фитилями на обоих концах. Размер зависит от желания владельца: некоторые предпочитают крутить скреплённые пои, а кому-то больше нравится длинная цепь, которая, сложенная пополам, может касаться кончика правой руки одним концом, а другим — левого плеча.
- Девилстик (devilstick) — внешне напоминает небольшой стафф, но в движение приводится не кистями рук, а парой специальных палочек.
- Когти, или «огненные пальцы» — металлические прутья с фитилями на концах, которые, в отличие от вееров, не скрепляются жёстко друг с другом, а с помощью специальных насадок или перчаток крепятся на пальцах.
- Дабл стафф (double staff, doubles, даблы) — два коротких стаффа.
- Трипл стафф (triple staff) — три стаффа. Основные приемы — жонглирование тремя стаффами, так симбиоз контактного жонглирования стаффом с вращениями а ля spin, antispin.
- Факелы — два факела можно крутить в руках, а тремя и более — жонглировать.
- Выдувание огня — совокупность трюков, заключающихся в выпрыскивании горючего вещества изо рта сквозь пламя факела. В результате в воздухе образуется большой огненный шар. Один из самых опасных для здоровья видов огненных искусств.
- Глотание огня — совокупность трюков, заключающихся в эффекте глотания огня, достигаемого перекрытием доступа кислорода к огню при помещении небольшого факела в рот артиста или при удержании факела во рту долгое время.
- Огненная скакалка (skip rope) — это скакалка, которая горит. Можно прыгать через неё в одиночку, крутить ею, можно сделать верёвку подлиннее так, чтобы двое держали и крутили, а третий (и четвёртый) прыгал, совершая различные акробатические трюки.
- Обруч (hoop) — алюминиевый или пластиковый обруч с 5—8 фитилями. Можно крутить на теле, на руках и подбрасывать в воздух. При небольшом весе обручей, ими можно жонглировать, либо крутить несколько обручей одновременно
- Палм-торчи (palm torches) — стержень с фитилём на конце, крепящийся на ладони.
- Огненные мечи — конструкции напоминающие мечи, лезвия которых объяты пламенем.
- Диаболо — классическое диаболо, снабжённое фитилём.
- Кнут — кнут изготовленный из особым образом переплетённых нитей кевлара. Хорошо изготовленный огненный кнут не отличается по динамике от обыкновенного кнута, но при этом может гореть и испускать клубы пламени при щелчках.
- Куб — конструкция из 12 ребер, собранная в виде куба. Встречаются в основном два вида кубов, в зависимости от способа крепления фитилей. Фитили в количестве от 7 до 8 могут быть закреплены на внутренней стороне уголков, или же по всей длине ребер. В таком случае оставляют без фитилей от одного до трех ребер для возможности удобного кручения.
- Сфера - как правило это конструкция из 3 обручей, собранная в сферу. Крепления ставятся в точках соприкосновения обручей. Вся конструкция оплетается, кроме одного участка, который фаерщик использует как рукоятку. Техника кручения схожа с техникой кручения куба.

## Горючие вещества
Наиболее распространённое горючее вещество используемое в огненном шоу, коммерческими коллективами — авиационный керосин. Кроме того широко используются различные виды лампового масла. Помимо этого в огненном шоу могут быть использованы и многие другие горючие вещества, в зависимости от желаемого эффекта, например, яркости, цвета или температуры пламени. Важно отметить, что бензин никогда не используется фаерщиками, во-первых это очень опасно для здоровья, а во-вторых бензин попросту не горит, а взрывается, поэтому его никто не использует.